# Vízilabda a 2011-es úszó-világbajnokságon
A vízilabda-világbajnokságokat július 17-e és 30-a között rendezték meg a 2011-es úszó-világbajnokság keretei között a Sanghaj Oriental Sports Centerben, a kínai Sanghajban.

## Érmesek

### Éremtáblázat
|          | Nemzet       | Arany | Ezüst | Bronz | Összesen |
| 1        | Görögország  | 1     | 0     | 0     | 1        |
| 1        | Olaszország  | 1     | 0     | 0     | 1        |
| 2        | Kína         | 0     | 1     | 0     | 1        |
| 2        | Szerbia      | 0     | 1     | 0     | 1        |
| 3        | Oroszország  | 0     | 0     | 1     | 1        |
| 3        | Horvátország | 0     | 0     | 1     | 1        |
| Összesen | Összesen     | 2     | 2     | 2     | 6        |

### Férfi
| Arany | Ezüst | Bronz |
| Olaszország · Stefano Tempesti · Amaurys Perez · Niccolo Gitto · Pietro Figlioli · Alex Giorgetti · Maurizio Felugo · Niccolo Figari · Valentino Gallo · Christian Presciutti · Deni Fiorentini · Matteo Aicardi · Amaldo Deserti · Giacomo Pastorino | Szerbia · Slobodan Soro · Marko Avramović · Živko Gocić · Vanja Udovičić · Miloš Ćuk · Duško Pijetlović · Slobodan Nikić · Milan Aleksić · Nikola Rađen · Filip Filipović · Andrija Prlainović · Stefan Mitrović · Gojko Pijetlović | Horvátország · Josip Pavić · Damir Burić · Miho Bošković · Nikša Dobud · Maro Joković · Petar Muslim · Frano Karač · Andro Bušlje · Sandro Sukno · Samir Barač · Fran Paskvalin · Paulo Obradović · Ivan Buljubašić |

### Női
| Arany | Ezüst | Bronz |
| Görögország · Eleni Kouvdou · Christina Tsoukala · Antiopi Melidoni · Ilektra Maria Psouni · Kyriaki Liosi · Alkisti Avramidou · Alexandra Asimaki · Antigoni Roumpesi · Angeliki Gerolymou · Triantafyllia Manolioudaki · Stavroula Antonakou · Georgia Lara · Eleni Goula | Kína · Jang Csün · Teng Fei · Liu Ping · Sun Yujun · He Jin · Sun Yating · Song Donglun · Chen Yuan · Vang Ji · Ma Huanhuan · Sun Huizi · Csang Lej · Vang Jing | Oroszország · Marija Kovtunovszkaja · Nagyezsda Fedotova · Jekatyerina Prokofjeva · Szofja Konuh · Alekszandra Antonova · Natalia Ryzhova-Alenicheva · Jekatyerina Liszunova · Evgenia Soboleva · Jekatyerina Tankejeva · Olga Beljajeva · Jevgenyija Ivanova · Yulia Gaufler · Anna Karnauh |